# 插秧

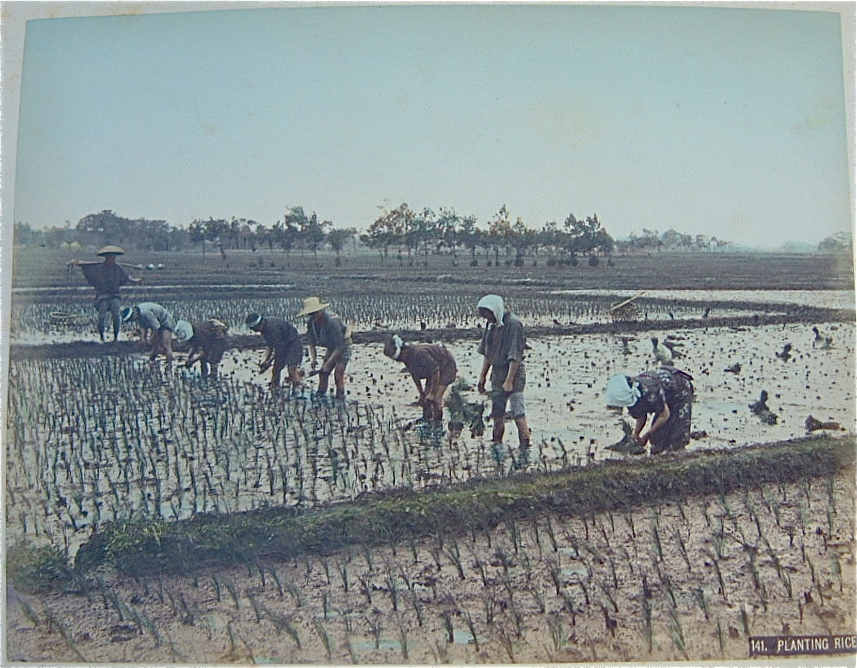
日下部金兵衛拍攝的日本農夫插秧

插秧，是水稻栽培的一個過程，這過程主要是將秧苗從小面積集中種植的秧田移植到大範圍稻田，以利後續到稻作持續成長的重要過程。

## 概說
栽培水稻時，先得把種子播種在秧田中，這個過程叫做育苗。然後待種子發芽後長出幾片葉子時，再將這些種苗挖出來，移種到本田中，這個步驟叫做插秧。秧苗繼續在本田裡繼續發育成長，開花結果，結出來的果實就是我們吃的稻米。

## 方法
- 人工插秧

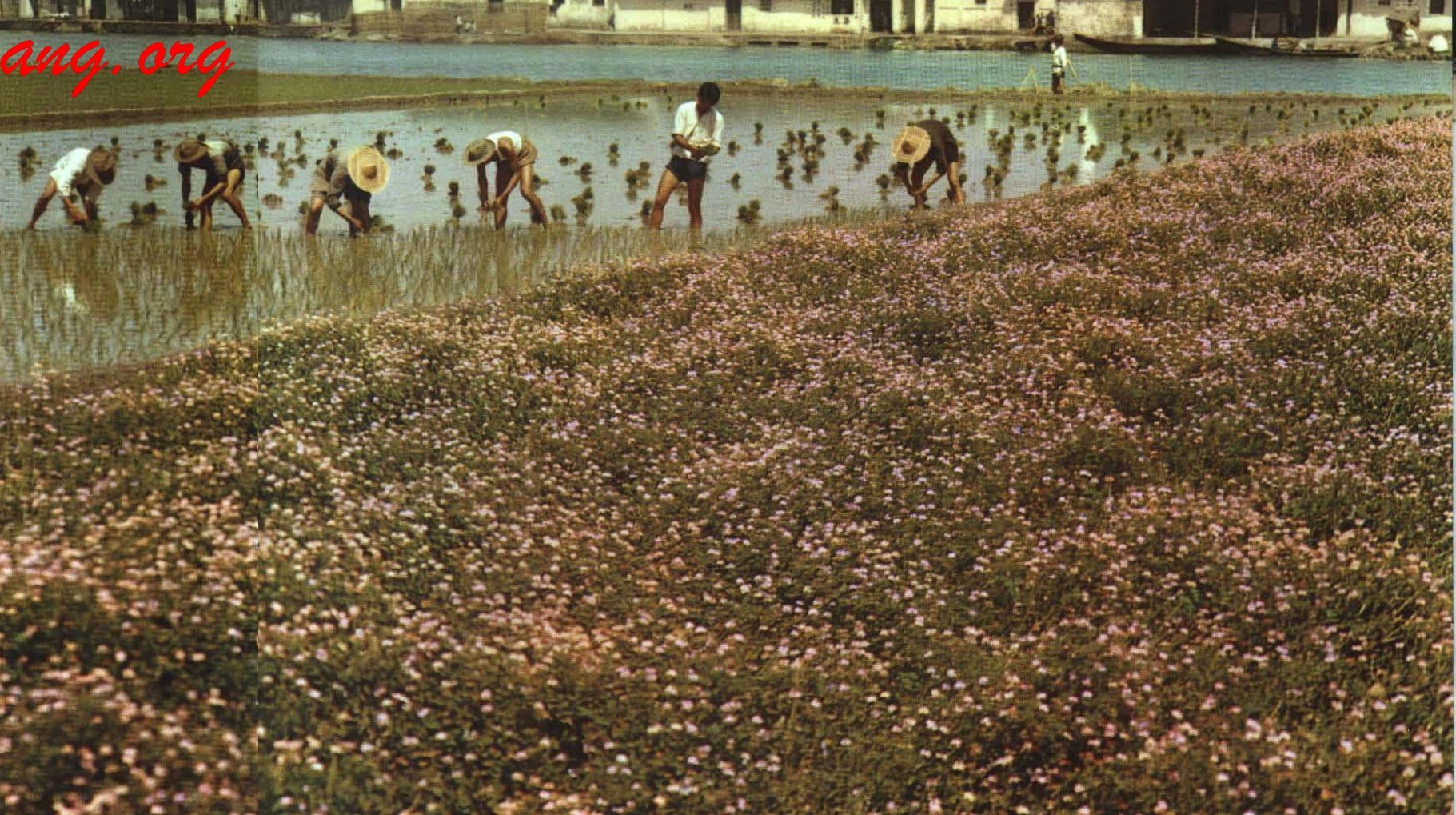
1965年 农民插秧

先用密植器在田裡縱橫畫行，劃定出秧苗的距離。通常行與行的間距約為二十五公分，前後株秧苗的距離約二十公分。接著選取已經長出四至五片葉子，而高約十五公分左右的秧苗，在田裡背著風，從風尾往風頭方向倒退著插植。插植的時候，用左手拇指'食指和中指抓取秧苗，每三至五株一叢，插入田裡。自左至右插完五、六行後，再由右至左插第二橫列。秧苗插入田裡的深度約一公分半至兩公分間，若太淺易被風吹倒；太深則容易發育不良，影響發芽。
- 機械插秧

把已經長出四至五片葉子，而高約十五公分左右的秧苗，放在插秧機上的苗臺上，即可開始操作，用機械操作操作的效率高過傳統人工的十倍以上，因此，以台灣為例，百分之九十以上，都是機械式插秧。

## 注意事項
- 要選擇合適的秧苗，提高存活率。
- 選擇適當的插秧時節。
- 秧苗的插植深度。